# Јесберг
Јесберг (њем. Jesberg) општина је у њемачкој савезној држави Хесен. Једно је од 27 општинских средишта округа Швалм-Едер. Према процјени из 2010. у општини је живјело 2.572 становника. Посједује регионалну шифру (AGS) 6634010.

## Географски и демографски подаци
Јесберг се налази у савезној држави Хесен у округу Швалм-Едер. Општина се налази на надморској висини од 210 - 675 метара. Површина општине износи 49,8 km². У самом мјесту је, према процјени из 2010. године, живјело 2.572 становника. Просјечна густина становништва износи 52 становника/km².